# Nel Schuttevaêr-Velthuys
Nel Schuttevaêr-Velthuys (geboren: Neeltje Velthuijs) (Alkmaar, 22 juni 1903 - Beverwijk, 16 april 1996) was een Nederlands schrijfster van familie- en streekromans en meisjesboeken.

## Privé
Schuttevaêr-Velthuys trouwde in 1934. Het echtpaar ging wonen in Beverwijk, waar haar man vandaan kwam. Haar echtgenoot overleed in 1967. In 1970 ontving Schuttevaêr-Velthuys de eremedaille in goud in de Orde van Oranje-Nassau. Schuttevaêr-Velthuys werd toen zij ruim in de tachtig was geïnterviewd voor De Volkskrant en voor De Telegraaf. In deze interviews vertelt zij niet alleen over haar boeken, maar ook over de oorlogsjaren, haar huwelijk en haar pleegzoon. Zij overleed in april 1996 op 92-jarige leeftijd te Beverwijk en werd gecremeerd op 23 april 1996 in het crematorium Velsen te Driehuis, Noord-Holland.